# .hr
.hr — национальный домен верхнего уровня (ccTLD), выделенный Хорватии. 
Домен .hr администрируется  CARNet (Хорватская академическая и исследовательская сеть), через комитет CARNet DNS, который определяет правила, а служба поддержки CARNet DNS отвечает за решение повседневных вопросов. Члены комитета по большей части связаны с академической средой. До 2010 года служба поддержки управлялась Университетским вычислительным центром в Загребе (SRCE), а с 1 июля 2010 функции службы поддержки поделены между самим CARNet, а также SRCE и множеством регистраторов.
Регистранты классифицируются несколькими разными группами с различным сводом правил, касаемого регистрации их доменов. Требование принадлежности к Хорватии типа гражданства, постоянного места жительства, зарегистрированной компании или компании ЕС с VAT ID, подтверждённого в системе VIES, обязательно для всех категорий доменов, кроме .com.hr. Домены третьего уровня (example.com.hr) доступны для регистрации каждому в мире до тех пор, пока они могут предоставить местное контактное лицо. 
Также открыта регистрация для физических лиц в нескольких специализированных доменах таких, как: .iz.hr (.from.hr), а также без ограничений в регистрации в домене .com.hr, но эти зоны непопулярны в сравнении с доменами второго уровня, зарегистрированных напрямую в зоне .hr.

## Статистика
По состоянию на март 2017 г., около 30.33% всех доменов .hr обслуживаются через защищённый протокол HTTPS. Наиболее популярный SSL-сертификат: cPanel, Inc. Certification Authority. Веб-сервер Apache является наиболее популярным сервером, обслуживающим 65.93% всех доменов .hr, за ним следует Microsoft-IIS с 13.23% всех доменов .hr. По состоянию на апрель 2021 года, свыше 115 тыс. доменов зарегистрировано.

## Внешние ссылки
- IANA .hr whois information
- .hr domain registration